# Dolný Lopašov
Dolný Lopašov es un municipio situado en el distrito de Piešťany, en la región de Trnava, Eslovaquia. Tiene una población estimada, en mayo de 2023, de 972 habitantes.
Está ubicado en el centro-este de la región, cerca del río Váh (cuenca hidrográfica del Danubio).

## Demografía
| Año        | 1994 | 2004    | 2014    | 2024    |
| ---------- | ---- | ------- | ------- | ------- |
| Población  | 963  | 979     | 957     | 964     |
| Diferencia |      | +1,66 % | −2,24 % | +0,73 % |

| Año        | 2023 | 2024    |
| ---------- | ---- | ------- |
| Población  | 971  | 964     |
| Diferencia |      | −0,72 % |